# Хетуки
Хету́ки, или ада́ле (адыг. Хытыку) — один из адыгских (черкесских) субэтносов, не существующий ныне.
Жили на полуострове Тамань до занятия его русскими войсками в конце XVIII — начале XIX века.

## История
В российской историографии известны с XVIII века.
В 1773 году, русский разведчик Иоганн Антон Гюльденштедт сообщал:

Несколько выше Копила находится озеро Чубаргол (Пестрое озеро), вода которого стекает в Кубань. В 3 днях езды от Копила на С. З. расположен Темрук и Таман у пролива, также в 3 днях пути на Запад расположен остров с тем же названием, образованный обоими рукавами Кубани, который татары называют Минтана. Жителей этого острова татары называют адале (островитяне), от ада — остров, …

После окончания Кавказской войны в 1871 году русский историк и академик, генерал-лейтенант Н. Ф. Дубровин написал:

… среди Натухажцев жили три поколения племени адиге, потерявшие свою самобытность и слившиеся с Натухажцами: Чебсин, Хегайк, жившие в окрестности Анапы, в котловине Чехурай, и Хетук или Адале, жившие на полуострове Тамани, а теперь разбросанные в разных местах среди Натухажцев.

Во время Кавказской войны, часть натухайцев была истреблена, а большая часть оставшихся по окончании войны ушла в Турцию.